# نيكولاس تشانغ
نيكولاس تشانغ هو مغني وممثل ماليزي، ولد في 29 نوفمبر 1981 في ماليزيا.

## وصلات خارجية
- نيكولاس تشانغ على موقع IMDb (الإنجليزية)
- نيكولاس تشانغ على موقع ميوزك برينز (الإنجليزية)
- نيكولاس تشانغ على موقع ديسكوغز (الإنجليزية)
- نيكولاس تشانغ على موقع قاعدة بيانات الفيلم (الإنجليزية)